# Склеропластика
Склеропластика (англ. Scleroplasty) — операция по укреплению склеры глазного яблока. Проводится с целью остановки прогрессирования близорукости, если последняя происходит вследствие изменения размеров глазного яблока. Показания для этой операции обычно возникают, когда близорукость увеличивается со скоростью больше 1 диоптрии в год. Зрение после склеропластики не улучшается, смысл операции — не допустить дальнейшего ухудшения зрения и стабилизировать близорукость.
Технически операция заключается во введении за заднюю стенку глаза через небольшие разрезы полосок специальной склеропластической ткани. Полоски спаиваются со склерой и укрепляют заднюю стенку глаза, предотвращая его дальнейший рост. Кроме того, улучшается кровоснабжение глазного яблока.
Операция практически не имеет противопоказаний, относительно проста в исполнении и не имеет серьёзных побочных эффектов. С подросткового возраста и старше склеропластика проводится под местной анестезией.

## Послеоперационные ограничения
Склеропластика сама по себе практически никак не ограничивает человека в его повседневной деятельности: к спортивной жизни можно вернуться через 2 недели, к занятиям в школе — через полторы недели после операции, бассейн можно посещать через 1 месяц после операции. Нельзя давать большую нагрузку на глаза или вызывать их перенапряжение средним и тяжёлым физическим трудом в течение 1-2 лет. Это единственное серьёзное ограничение, которое следует строго соблюдать во избежание осложнений.

## Проблематика
Данная операция гораздо более популярна в странах бывшего Советского Союза и Японии. На данный момент наблюдается нехватка опубликованных клинических исследований. Также существуют споры, касающиеся того, в какой стадии развития следует проводить эту операцию.

## Возможные отрицательные последствия склеропластики
Аллергическая реакция на склеропластический материал (частота существенно зависит от применяемого имплантата). Смещение склеропластического лоскута — когда кусочек ткани, проводимый под конъюнктивой за глазное яблоко, смещается вперёд и становится заметным под конъюнктивой в виде небольшой припухлости. Это осложнение характерно для имплантатов, не способных интегрироваться в ткань склеры (встречаемость осложнения — не более 1-2 %) и легко устраняется повторным вмешательством — лоскут либо пришивается на место, либо полностью удаляется из проблемного квадранта. Также возможно появление астигматического эффекта и косоглазия при чрезвычайно высоких зрительных нагрузках.